# Bohlscheid
Bohlscheid ist ein Ortsteil der Gemeinde Eitorf, bestehend aus den ehemaligen Ortsteilen Niederbohlscheid und Oberbohlscheid. Früher war Bohlscheid auch ein Schulort.
Der Ort liegt auf dem gleichnamigen Bergrücken, in wechselhafter Benennung zu dem daneben fließenden Bolenbach. An diesem bildete sich in der Nachkriegszeit eine Flüchtlingssiedlung, die teilweise in einem Slumviertel und der einheimischen Benennung Klein Texas stagnierte, heute aber durch Eigentümerwechsel und Neubebauung die Bezeichnung Orchideental führt.

## Lage
Bohlscheid liegt nördlich der Sieg auf dem Nutscheid. Nachbarorte sind Eitorf im Süden und Rankenhohn im Norden.

## Einwohner
1885 hatte Bohlscheid (-Schule) ein Wohngebäude und sechs Einwohner, Niederbohlscheid 25 Wohngebäude mit 165 Einwohnern und Oberbohlscheid drei Wohnhäuser mit 17 Einwohnern.
1901 wohnten in Oberbohlscheid die Familien Lehrer Josef Hermes, die Ackerer der Familien Kremer: Franz Josef, Joh. Josef, Joh. Peter und Wilhelm, sowie Ackerer Bertram Neuenhof und Lehrer Joh. Traude.
In Niederbohlscheid waren die Haushaltsvorstände Ackerer Peter Ahr, Ackerin Witwe Wihlem Ahr, Schuster Johann Bourauel, Ackerer Peter Engels, Ackerer Peter Kratz, Ackerer Joh. Kurhen, Schuster Joh. Litterscheid, Ackerer Engelbert Löhr, Ackerer Franz Rösgen, Ackerin Witwe P. J. Roth, Ackerer Wilhelm Roth, Kleinhändler Anton Thiebus, Hausierer Jakob Thiebus und Ackerer Joh. Weber verzeichnet.
1925 waren in Oberbohlscheid neun Haushalte verzeichnet, in Niederbohlscheid 34.